# Nu baixant una escala
Nu baixant una escala (Nu descendant un escalier, originalment i en francès) és un quadre fet per Marcel Duchamp el 1912. L'obra va causar un escàndol en la seva exposició a l'Armory Show de Nova York el 1913, però va fer famós a Marcel Duchamp i va marcar el començament de l'art modern als Estats Units.

## Descripció
L'obra, una pintura a l'oli sobre llenç amb unes dimensions de 146 cm × 89,2 cm, representa una figura que demostra un moviment abstracte amb els seus tons ocres i marrons. Les "parts del cos" de la figura estan creades d'elements cònics i cilíndrics, superposats d'una manera específica per suggerir el ritme i transmetre el moviment de la figura, donant la il·lusió que es fon sobre si mateixa. Els límits foscos dels contorns posen l'accent en la dinàmica de la figura en moviment, mentre que els arcs accentuats de les línies de punts semblen suggerir un moviment d'empenta pelviana. El moviment sembla un gir a l'esquerra des de la part superior esquerra a la cantonada inferior dreta, on el pendent de la seqüència aparentment congelat que correspon a la part inferior dreta es torna més transparent. La imatge és una amalgama de llum i foscor que es torna cada cop més intensa quan s'acosta a les vores. A la part inferior esquerra de la pintura de Duchamp va col·locar com a títol, "NU DESCENDANT UN ESCALIER" en lletres de pal, que pot o no estar relacionat amb el treball, com deixant oberta la qüestió de si la figura representa un cos humà.

## Llegat
Aquesta obra ha influït a diverses produccions artístiques: 
- L'obra Dona nua pujant l'escala de Joan Miró, conservada a la fundació de Barcelona.
- La coberta i el títol de l'àlbum Dude Descending a Staircase (2003), del grup Apollo 440.
- La cancçó amb el mateix títol que hi ha a l'àlbum Life Short Call Now, de Bruce Cockburn.
- El poema Nude Descending a Staircase de X.J. Kennedy.
- La pintura Nude Duck Descending a Staircase  de Chuck Jones.
- La cançó Naked Girl Falling down the Stairs dels The Cramps.
- Una referència a "Rugrats" anomenada "Angélica baixant una escala".
- Dues referències al diari de dibuixos animats de Calvin i Hobbes.
- Una pintura de 2004 de Paul Roberts, titulada "Nu baixant".

## Curiositats
Barcelona va ser la primera ciutat de fora de França on es va poder veure l'obra, gràcies a una exposició organitzada per Josep Dalmau, on Joan Miró va descobrir l'obra.